# 黛薇·苏加诺
黛薇·苏加诺（日语：ラトナ・サリ・デヴィ・スカルノ，1940年2月6日—），又称黛薇夫人（デヴィ夫人），原名根本七保子，出生于日本东京，後获得印度尼西亚国籍，為前印度尼西亚总统苏加诺第四任妻子，1967 年印度尼西亞政變後前往巴黎。1990年移居紐約，擔任聯合國環境規劃署特別顧問。目前活跃於日本，日媒稱其為“日本的杰奎琳”。

## 生平[2]

### 蘇加諾夫人
黛薇夫人原名根本七保子，1940年2月6日出生在東京都港區的清貧家庭，父親是一名木匠，母親長年臥病，有一弟（八曾男）。16歲父親逝世，為了扛家計，七保子在赤坂著名的豪華俱樂部“Copacabana”工作。
1959年6月，在日本商人久保正雄的牵线下，19歲的她在東京帝國飯店酒吧邂逅訪問日本的印尼总统苏加诺，並在同年9月，前往印度尼西亚雅加达，直接进驻总统府，开始同苏加诺同居。 
1962年6月6日，七保子在总统府内與蘇加諾秘密結婚，被赐名“拉托娜·莎利·黛薇·苏加诺”，同時放棄了日本國籍並成為穆斯林，正式成為苏加诺的第四位妻子。成为总统夫人后，黛薇常常陪同苏加诺参加国事活动，并出任印尼-日本友好协会会长，参与日本对印尼的政府援助和印尼对日本的石油输出。2008年12月，日本的解密外交档案披露，上世纪60年代，黛薇曾是时任日本首相池田勇人和苏加诺总统之间的秘密信使，协助双方就二战后滞留印尼的原日军士兵等问题。
1965年9月30日，印尼爆发九三〇事件，蘇加諾被軟禁。1967年3月11日，她在東京生下了女兒卡琳娜，誕下蘇加諾總統的第八個孩子。其後前往法国尋求政治庇護。欧洲期间，黛薇夫人曾多次和法国社交界人士传出恋情及訂婚消息。1970年，蘇加諾於獄中病逝。

### 重返日本
1991年，黛薇夫人移居美国纽约，不久后选择重返日本定居，之后活跃在日本各家电视台的综艺节目。1993年，她以53岁的高龄出版写真集《秀雅》，其中的大部分照片都是全裸照和纹身展示，在亚洲引起极大轰动。在印尼，《秀雅》不可避免地遭到了严禁，印尼总检察长称这“违背了东方的规范，侮辱了印度尼西亚的尊严”。

### 現今
《POINT DE VUE JAPON》1945年在法國創刊，黛薇夫人是日文版的主編。此外，她利用國際基金會，成立了 NPO Earth Aid Society。
她在2019年7月開設了YouTube頻道。
2025年2月12日，黛薇夫人召開記者會，宣布成立12和平黨，主張為貓狗爭取福利。

## 國際關係

### 對朝鮮關係
2009年4月20日，黛薇夫人首次在其博客披露“1965年4月，朝鮮領導人金日成访问印尼。为了纪念这次来访，苏加诺总统将一种新品种兰花命名为‘金日成花’，并将其送给金日成父子带回朝鲜”。2005年10月31日，黛薇與NPO“全球彩虹船（GRS）”向朝鮮提供了120噸大米。2009年4月，黛薇造访朝鲜，出席金日成诞辰纪念活动。她在其博客上，針對朝鮮綁架日本人問題和人造衛星試驗，站在朝鮮立場發表正面聲明，並呼籲日本朝鲜友好交流。

### 對中國關係
1963年11月，总统苏加诺在雅加達舉辦了首屆“新興力量運動會”，並邀請了中華人民共和國。1964年，中國總理周恩来訪問印尼总统苏加诺及其夫人黛薇。2019年3月11日，中国社会经济文化交流协会秘书长刘彤、亚细亚经济文化振兴机构理事长黄実、中国社会经济文化交流协会常务理事日本副代表、日本国应用技术交易所董事盛冠凇等一行来到黛薇夫人在东京的寓所进行拜访，表示为中国印尼、中日友好交往做出了突出贡献。

## 社會及爭議事件

### 傷害罪
1992年1月，黛薇夫人前往美国科罗拉多州滑雪胜地游玩，巧遇菲律宾第四任总统塞尔吉奥·奥斯米纳的孙女明妮。滑雪场上，兩人談話引起紛爭，黛薇夫人抡起香檳杯砸向明妮的脸部，造成她脸部嚴重受傷缝了37针，黛薇夫人也因此被判傷害罪监禁60天。在监狱里接受美国《纽约时报》采访时，黛薇夫人表示监狱生活就像“住学生宿舍一样快乐”。

### 右翼团体衝突
2009年4月11日—14日，黛薇夫人访问朝鲜，期间出席了在平壤举行的金日成诞辰纪念活动，并撰文支持朝鲜发射人造卫星。对此，4月20日日本右翼团体出动宣传车到黛薇夫人家门前喊话抗议，黛薇夫人则抄起花盆朝在楼下抗议的宣传车砸去，并数落右翼分子“极度无耻”。

### 網路誹謗
2012年7月，針對大津市霸凌自殺案，黛薇夫人發布了一張女性以及涉嫌行凶男孩的照片，並寫了一句話指控行凶男孩的母親。2014年2月17日，該女士以傷害名譽起訴黛薇夫人，神戶地方法院在訴訟中要求黛薇夫人賠償 165 萬日元。

### 違反公職選舉法
2014東京都知事選舉中，黛薇支持前航空幕僚長田母神俊雄，並一起上街發表演講。她在其客戶電子報中寫到“請務必去投票支持田母神俊雄”，从而因違反公職選舉法而被警視廳警告。

### 张哲瀚合影惹議
2017年黛薇夫人参与新闻节目《AbemaPrime》。节目上提及APA酒店放置右翼书籍事件，她表示不应该撤回“基於言论自由，阿帕酒店的代表把他的书放在酒店是没有问题的”。2021年8月，黛薇夫人与张哲瀚的合影在中国大陆引起争议，中国大陆网民提出此事指控其否认南京大屠杀 ，且網上爆料其前夫苏加诺与参与屠華事件等虛假事實（事實上蘇加諾是印尼的親華派，九三零事件是印尼軍方強硬派和右翼分子所為），黛薇在百度百科的词条一度遭网民修改。其后在《週刊女性》采访中，黛薇夫人表示愤慨“我根本不知道，这真的很无礼”，她表明自己非反华人士，并对中印（尼）友好做出了贡献。

## 外部連結
- 株式会社オフィス・デヴィ・スカルノ （页面存档备份，存于）
- Kartika Soekarno Foundation （页面存档备份，存于）
- デヴィ夫人 オフィシャルブログ的Ameba部落格（日語） (2002年12月21日 - ）
- アメブロでは言えない話 ～The Salon of Lady Dewi～ （页面存档备份，存于） - ニコニコ公式ブロマガ
- デヴィ スカルノ的X（前Twitter）
- デヴィ夫人的Instagram帳戶
- デヴィ スカルノ的Facebook專頁
- YouTube上的黛薇夫人頻道